# Aïn Fakroun
Aïn Fakroun (en chaoui : Ifker) est une commune d'Algérie, située dans la wilaya de Oum El Bouaghi. La population de Aïn Fakroun est estimé, selon le dernier recensement général (RGPH) de 2008, à 48 204 habitants.

## Géographie

### Localités de la commune
La commune de Aïn Fakroun est composée de 28 localités :
- Ville d’Aïn Fakroun
- Aïn Beida Safel Houara
- Zarita
- Dahr El Ferroukh
- Garn El Ferroukh
- Aïn Dahraouia
- Bir Latrous
- Chouf Daba
- Bir Kechba
- Tala
- Rezdane
- Abdelmoumen
- Bir Serahna
- Theniet Bouafia
- Safel Bousbaa
- Louastania
- Gablia Boursas
- Enaa
- Djellab
- Bir Rayamne
- Tarkouine
- Karchouna
- Dahraouia
- Oum Kecherid
- Henchir
- Baroud
- Bir Chaab
- Foum El Mouzabi

## Toponymie
Aïn Fakroun signifie "l'œil de la tortue" en tamazight et tient son nom d'une montagne proche qui ressemble d'après la tradition locale à une tortue.

## Economie
Aïn Fakroun est l'une des principales plaques tournantes du commerce transnational en Algérie.

## Sport
Le club de football de la ville est le CRB Ain Fakroun. Il a accédé en première division du championnat d’Algérie pour la première fois de son histoire lors de la saison 2012/2013.